# Ołeksij Reznikow
Ołeksij Jurijowycz Reznikow, ukr. Олексій Юрійович Резніков (ur. 18 czerwca 1966 we Lwowie) – ukraiński polityk, prawnik i samorządowiec, w latach 2020–2021 wicepremier oraz minister ds. terytoriów czasowo okupowanych, w latach 2021–2023 minister obrony.

## Życiorys
W połowie lat 80. odbył służbę wojskową, w 1991 ukończył studia prawnicze na Lwowskim Uniwersytecie Narodowym im. Iwana Franki. W 1994 uzyskał uprawnienia adwokata. Na początku lat 90. współtworzył firmę brokerską, w 2000 podjął praktykę adwokacką, którą prowadził w ramach różnych kancelarii prawniczych. W 2004 należał do prawników reprezentujących Wiktora Juszczenkę w postępowaniu w sprawie unieważnienia drugiej tury wyborów prezydenckich. Zasiadał później w radzie nadzorczej Oszczadbanku. W 2008 uzyskał mandat radnego rady miejskiej Kijowa, kandydując z listy skupionej wokół Mykoły Katerynczuka. W 2014 z powodzeniem ubiegał się o reelekcję z ramienia partii UDAR. W tym samym roku został zastępcą mera Kijowa i sekretarzem rady miejskiej. W latach 2016–2018 zajmował stanowisko zastępcy przewodniczącego Kijowskiej Miejskiej Administracji Państwowej do spraw samorządu. W 2018 powrócił do praktyki prawniczej. Przez dwa lata był też członkiem Najwyższej Rady Sądownictwa. W 2019 prezydent Wołodymyr Zełenski powołał go w skład komisji trójstronnej do spraw rozwiązania kryzysu w Donbasie.
W marcu 2020 objął stanowiska wicepremiera oraz ministra do spraw terytoriów czasowo okupowanych w utworzonym wówczas rządzie Denysa Szmyhala. W listopadzie 2021 odwołany z tych funkcji, a następnie w tym samym miesiącu powołany na urząd ministra obrony. We wrześniu 2023 na żądanie prezydenta podał się do dymisji, kończąc urzędowanie w tym samym miesiącu.

## Odznaczenia
- Srebrny Krzyż Zasługi (Polska, 2019)[6]
- Krzyż Komandorski Orderu Krzyża Pogoni (Litwa, 2023)[7]